# Prix Armand-Frappier
Pour un article plus général, voir Prix du Québec.

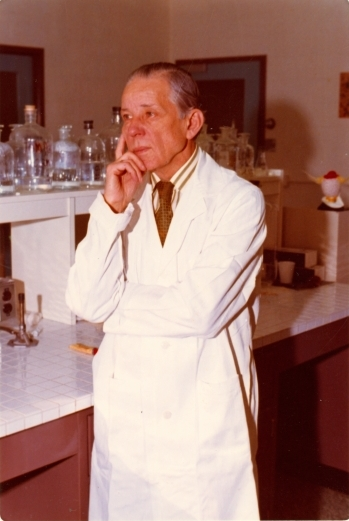
Le Dr Armand Frappier en 1971

Le prix Armand-Frappier est l’un des Prix du Québec décernés annuellement par le gouvernement du Québec. Il reconnaît un scientifique québécois qui a mené une carrière en recherche et qui a contribué au développement d'une institution de recherche ou qui s’est consacré à l'administration ou à la promotion de la recherche et qui, de ce fait, a su favoriser la relève scientifique et susciter l'intérêt de la population pour la science et la technologie. Il est nommé en mémoire d'Armand Frappier.

## Description du prix
Les critères d’éligibilité au prix sont :
- le candidat doit être citoyen canadien et vivre ou avoir vécu au Québec ;
- une personne ne peut recevoir deux fois le même prix, mais elle peut en recevoir plus d'un la même année ;
- un prix ne peut être attribué à plusieurs personnes à moins que ces personnes participent à des réalisations conjointes ;
- un prix ne peut être attribué à titre posthume.

Le prix :
- une bourse non imposable de 30 000 $ ;
- une médaille en argent réalisée par un artiste québécois ;
- un parchemin calligraphié et un bouton de revers portant le symbole des Prix du Québec ;
- une pièce de joaillerie exclusive aux lauréates et aux lauréats ;
- un hommage public aux lauréats et aux lauréates par le gouvernement du Québec au cours d'une cérémonie officielle.

## Origine du nom
Le prix doit son nom à Armand Frappier (1904-1991), qui a fondé, en 1938, l’Institut de microbiologie et d’hygiène de Montréal qu’il a dirigé jusqu’en 1974 et qui est devenu l’Institut Armand-Frappier en 1975. Il doit sa renommée internationale à ses travaux sur le BCG, un vaccin contre la tuberculose.

## Lauréats et lauréates
- 1993 - Lionel Boulet
- 1994 - Maurice L'Abbé
- 1995 - Louis Berlinguet
- 1996 - Jacques Genest
- 1997 - Roger A. Blais
- 1998 - Samuel O. Freedman
- 1999 - Non attribué
- 2000 - Jean-Guy Paquet
- 2001 - Emil Skamene
- 2002 - Robert Lacroix
- 2003 - Charles E. Beaulieu
- 2004 - Camille Limoges
- 2005 - Francine Décary
- 2006 - Fernand Labrie
- 2007 - Yves Morin
- 2008 - Non attribué
- 2009 - Luc Vinet
- 2010 - Louis Fortier
- 2011 - Jean-Claude Tardif (en)
- 2012 - Edwin Bourget
- 2013 - Michel L. Tremblay
- 2014 - Paul Lasko
- 2015 - Patrick Paultre
- 2016 - Denis Richard
- 2017 - Christophe Guy
- 2018 - Anne Bruneau
- 2019 - Réjean Hébert[1]
- 2020 - Isabelle Peretz
- 2021 - Morag Park
- 2022 - Michel Chrétien
- 2023 - Maryse Lassonde
- 2024 - Sylvie Belleville